# Ladislav Boháč
Ladislav Boháč (14. dubna 1907 v Uherském Brodě – 4. července 1978 v Praze) byl český  herec, režisér a hlasatel prokomunistických myšlenek.

## Život
Na gymnáziu v Křemencově ulici v Praze na Novém Městě, kde učil jeho otec Antonín Boháč a kam docházeli mimo jiné též Jiří Voskovec a Miloš Nedbal, se seznámil s divadlem v dramatickém kroužku prof. Milana Svobody a bylo mu doporučeno studium na konzervatoři. To však nedokončil , stejně tak ani studium práv, neboť odešel hrát divadlo. Nejprve hrál v Gamzově Uměleckém studiu (od roku 1926), přitom ještě hostoval v Osvobozeném divadle. V roce 1927 byl angažován ve Švandově divadle a v roce 1928 krátce hostoval v Divadle na Vinohradech. Od září 1928 opět působil v Osvobozeném divadle, od ledna 1929 zakotvil v pražském Národním divadle. Již jako člen Národního divadla hrál pohostinsky u Jiřího Frejky v jeho Moderním studiu.
Byl dlouholetým členem činohry Národního divadla, působil zde i jako režisér a v letech 1949 až 1953 i jako jeho ředitel. Souběžně v sezóně 1950/1951 zastával funkci šéfa opery. V ND působil od roku 1929 až do konce roku 1974 s krátkou přestávkou v letech 1967 až 1972, kdy účinkoval v Krejčově Divadle Za branou a dva roky zde byl i uměleckým vedoucím. 
Ve filmu často spolupracoval s režiséry Otakarem Vávrou a Martinem Fričem, ve filmové kariéře mu hodně pomohl i Hugo Haas. V mládí ve filmu velmi často hrál milovníky a svůdce žen. Vytvořil rovněž řadu postav v televizních hrách a zabýval se i dabingem.
Byl výrazně levicově zaměřený a politicky angažovaný, plně konformní s vládnoucím komunistickým režimem; jako takový působil také jako rozhlasový herec, recitátor a hlasatel, kdy předčítal různé dobové politické dokumenty a prohlášení. V roce 1948 podepsal výzvu prokomunistické inteligence Kupředu, zpátky ni krok!, jež byla vydána dne 25. února 1948 na podporu komunistického převratu. V roce 1977 podepsal „Antichartu“.
Jsou po něm pojmenovány ulice v Praze, Pardubicích a Ostravě.

## Ocenění
- 1953 Řád práce
- 1958 titul zasloužilý umělec